# Chronologie du football sénégalais
 (avril 2019).
La chronologie du football sénégalais commence dans les années 1930 avec la fondation en 1933 de deux clubs à Dakar, le Foyer France Sénégal (ASC Jaraaf) et l'US Gorée.

## Années 1930

### 1933
- Le club de football de l'ASC Jaraaf (alors Foyer France Sénégal) fondé à Dakar[1].
- Le club de football US Gorée fondé à Dakar.

## Années 1940

### 1947
- US Gorée remporte la première coupe d'Afrique-Occidentale française.

### 1948
- Le Foyer France Sénégal (maintenant l'ASC Jaraaf) a remporté son seul titre en Coupe d'Afrique-Occidentale française.

### 1949
- Racing Dakar (probablement l’AS Douanes) a remporté son seul titre en Coupe d'Afrique-Occidentale française.

## Années 1950

### 1950
- L'Espoir Saint-Louis (qui fait maintenant partie de l'ASCE La Linguère a participé à la coupe d'Afrique-Occidentale, ils n'ont pas gagné après avoir perdu contre le Racing Conakry (probablement l'AS Kaloum Star).
- Le club de football de Diourbel a été fondé, il est maintenant connu sous le nom de ASC Sonacos de Diourbel.

### 1951
- L'ASC Jeanne d'Arc remporte son premier titre en coupe d'Afrique-Occidentale française.

### 1952
- L'ASC Jeanne d'Arc a remporté son deuxième titre consécutif et son dernier titre en coupe d'Afrique-Occidentale.

### 1953
- L'US Gorée a perdu contre Jeanne d'Arc du Soudan de Bamako (maintenant Stade Malien) en demi-finale.

### 1954
- L'US Gorée remporte son deuxième titre en coupe d'Afrique-Occidentale française.

### 1955
- L'US Gorée remporte son deuxième titre consécutif et son dernier titre en coupe d'Afrique-Occidentale.

### 1956
- Le Foyer France Sénégal s'incline en demi-finale face à la Jeanne d'Arc du Soudan de Bamako en coupe d'Afrique-Occidentale
- Réveil de Saint-Louis (qui fait maintenant partie de l'ASC Linguère) remporte le premier titre du Championnat du Sénégal de football avant l’indépendance.

### 1957
- Réveil de Saint-Louis (qui fait maintenant partie de l'ASCE La Linguère) remporte son seul titre en coupe d'Afrique-Occidentale française.
- Saint-Louisienne (qui fait maintenant partie de l'ASCE La Linguère) remporte le deuxième titre du Championnat du Sénégal de football avant l’indépendance.

### 1958
- Le Foyer France Sénégal a perdu en demi-finale face à Africa Sports d'Abidjan.
- Le Foyer France Sénégal remporte le troisième titre du Championnat du Sénégal de football avant l’indépendance.

### 1959
- La Saint-Louisienne (qui fait maintenant partie de l'ASC Linguère) a remporté son seul titre en coupe d'Afrique-Occidentale française.

## Années 1960

### 1960
- La Saint-Louisienne (qui fait maintenant partie de l'ASCE La Linguère) s'est inclinée face à Jeanne d'Arc du Soudan de Bamako (aujourd'hui Stade Malien) en demi-finale. C'était la dernière apparition sénégalaise en coupe d'Afrique-Occidentale Française et aussi la dernière coupe d'Afrique-Occidentale en France.
- L'ASC Jeanne d'Arc de Dakar est devenue la première équipe championne du Sénégal indépendant.

### 1961
- L'Espoir de Saint-Louis est devenu le premier vainqueur de la coupe du Sénégal.

### 1962
- L'ASC Jeanne d'Arc a remporté son premier titre en Coupe du Sénégal.

### 1963
- L'US Rail de Thiès a remporté son seul titre en Coupe du Sénégal.

### 1964
- Club Olympique de Thiès (qui fait maintenant partie de Thiès FC) a remporté son premier titre de champion du Sénégal.
- L'US Ouakam remporte son premier titre en Coupe du Sénégal.

### 1965
- L'US Gorée remporte son premier titre en coupe du Sénégal.

### 1966
- Club Olympique de Thiès (qui fait maintenant partie de Thiès FC) a remporté son deuxième et dernier titre de champion du Sénégal.
- L'AS Saint-Louisienne (qui fait maintenant partie de l'ASCE La Linguère) a remporté son seul titre en Coupe du Sénégal.

### 1967
- L'Espoir de Saint-Louis (maintenant ASCE La Linguère) remporte son seul titre de champion.
- Le Foyer France Sénégal (maintenant l'ASC Jaraaf) a remporté son premier titre en Coupe du Sénégal.

### 1968
- Foyer France Sénégal (maintenant l'ASC Jaraaf) a remporté son deuxième titre de champion du Sénégal et la coupe et le dernier sous ce nom.

### 1969
- Création du club de football de l'ASAC Ndiambour à Louga.
- L'ASCE La Linguère a été créée à la suite de la fusion de ses clubs dans la région Saint-Louis.
- Le Foyer France Sénégal est devenu le premier club à participer aux championnats continentaux alors connus sous le nom de Coupe d'Afrique des clubs de champions.
- L'ASC Jeanne d'Arc a remporté son deuxième titre de champion et son deuxième coupe.
- Le Foyer France Sénégal a changé son nom en ASC Jaraaf.
- Création du Casa Sports à la suite de la fusion de plusieurs clubs de la Casamance dont Foyer Casamance et Union Sportive de la Casamance.

## Années 1970

### 1970
- L'ASC Les Niayes (maintenant connue sous le nom d'AS Pikine) fondée à Pikine dans la banlieue de Dakar.
- L'ASC Jaraaf a remporté son troisième titre de champion et le premier sous le nouveau nom avec sa troisième coupe.

### 1971
- L'ASFA Dakar a remporté son premier titre de champion du Sénégal.
- L'ASCE La Linguère remporte sa première coupe nationale du Sénégal.

### 1972
- L'ASFA Dakar a remporté son deuxième titre de champion du Sénégal.
- L'US Gorée a remporté sa deuxième coupe nationale.

### 1973
- L'ASC Jeanne d'Arc a remporté son troisième titre de champion.
- L'ASC Jaraaf a remporté sa quatrième coupe.

### 1974
- L'ASFA Dakar a remporté son troisième et dernier titre de champion du Sénégal.
- L'ASC Jeanne d'Arc a remporté sa troisième coupe.

### 1975
- L'ASC Jaraaf a remporté sa cinquième coupe
- L'ASC Jaraaf a remporté son quatrième titre de champion

### 1976
- L'AS Police a remporté sa première coupe nationale du Sénégal.
- L'ASC Jaraaf a remporté son cinquième titre de champion et sa deuxième consécutive.

### 1977
- l'ASC Saltigués de Rufisque a remporté son sa coupe.
- L'ASC Jaraaf a remporté son sixième titre de champion et sa troisième consécutive.

### 1978
- L'AS Police a remporté son deuxième titre
- L'US Gorée a remporté son premier titre de champion

### 1979
- Casa Sports a remporté sa première coupe nationale.
- L'AS Police a remporté son premier titre de champion du Sénégal.
- L'AS Police remporte son premier titre en coupe de l'Assemblée nationale.

## Années 1980

### 1980
- Création du club de football de l'AS Douanes à Dakar.
- Le SEIB Diourbel (maintenant ASC Sonacos) remporte son premier titre de champion.
- L'ASC Jeanne d'Arc a remporté sa quatrième coupe.

### 1981
- L'US Gorée a remporté son deuxième titre de champion.
- L'AS Police remporte sa troisième et dernière coupe nationale du Sénégal.
- L'AS Police a remporté son deuxième et dernier titre en coupe de l'Assemblée nationale.

### 1982
- L'ASC Jaraaf a remporté son septième titre de champion.
- L'ASC Jaraaf a remporté sa septième coupe.

### 1983
- Le SEIB Diourbel (maintenant ASC Sonacos) remporte son deuxième titre de champion.
- L'ASC Jaraaf a remporté sa huitième coupe.

### 1984
- L'US Gorée a remporté son troisième titre de champion.
- L'ASC Jeanne d'Arc a remporté sa cinquième coupe.

### 1985
- L'ASC Jeanne d'Arc a remporté son quatrième titre de champion.
- L'ASC Jaraaf a remporté sa huitième coupe.

### 1986
- L'AS Douanes remporte son premier titre en coupe nationale.
- L'ASC Jeanne d'Arc a remporté son cinquième titre de champion.
- L'ASC Jeanne d'Arc a remporté son premier titre en coupe de l'Assemblée nationale.

### 1987
- L'ASC Jeanne d'Arc a remporté sa sixième coupe.
- Le SEIB Diourbel (maintenant ASC Sonacos) a remporté son troisième titre de champion et dernier sous le nom.
- L'ASC Jaraaf a remporté son premier titre en coupe de l'Assemblée Nationale.

### 1988
- L'ASC Jeanne d'Arc a remporté sa huitième coupe.
- L'ASC Jeanne d'Arc a remporté son sixième titre de champion.

### 1989
- L'US Ouakam remporte sa deuxième et dernière coupe du club.
- L'ASC Jaraaf a remporté son huitième titre de champion.
- L'ASC Jeanne d'Arc a remporté son deuxième titre en coupe de l'Assemblée nationale.

## Années 1990

### 1990
- L'ASCE La Linguère remporte sa troisième coupe nationale du Sénégal.
- L'UCST Port Autonome a remporté son premier titre de champion du Sénégal.

### 1991
- L'ASC Jaraaf a remporté sa neuvième coupe.
- L'UCST Port Autonome a remporté son deuxième titre de champion[2].
- L'ASC Jaraaf a remporté son deuxième titre en coupe de l'Assemblée Nationale.

### 1992
- L'ASC Jeanne d'Arc a participé au championnat des clubs WAFU de 1992.
- L'US Gorée remporte sa troisième coupe.
- L'ASAC Ndiambour a remporté son premier titre de champion du Sénégal[3].

### 1993
- L'ASC Jaraaf a remporté sa dixième coupe[4].
- L'AS Douanes a remporté son premier titre de champion[4].
- Le Dial Diop SC est disqualifié après avoir perdu deux matches. Tous les matches auxquels Dial Diop SC a participé sont annulés.

### 1994
- L'ASC Jaraaf a remporté son onzième titre.
- L'ASAC Ndiambour a remporté son deuxième titre de champion du Sénégal.

### 1995
- L'ASC Jaraaf a remporté son douzième titre en coupe.
- L'ASC Jaraaf a remporté son neuvième titre de champion[5].

### 1996
- L'ASAC Ndiambour a participé au championnat des clubs WAFU 1996.
- L'US Gorée remporte sa quatrième et dernière coupe.
- Diourbel en tant que Sonacos (maintenant ASC Sonacos) a remporté son quatrième titre de champion et le seul sous le nom.

### 1997
- Le club de football de l'ASC Saloum a été créé après la fusion de l'AS Kaolack et de Mbossé-Kaolack.
- L'AS Douanes remporte sa deuxième coupe.
- L'AS Douanes remporte son deuxième titre de champion.

### 1998
- L'ASC Jeanne d'Arc a remporté sa dernière neuvième coupe.
- L'ASAC Ndiambour a remporté son troisième et dernier titre de champion du Sénégal.
- L'ASAC Ndiambour a remporté son premier titre de coupe de l'Assemblée Nationale.

### 1999
- L'ASC Yeggo a remporté sa seule coupe.
- L'ASC Jeanne d'Arc a remporté son septième titre de champion[6].
- l'ASAC Ndiambour a remporté sa première coupe nationale du Sénégal.
- L'édition de la coupe de l'Assemblée Nationale de 1999 a été annulée.

## Années 2000

### 2000
- L'UCST Port Autonome a remporté sa première coupe nationale du Sénégal.
- L'ASC Jaraaf a remporté son dixième titre de champion[7].
- L'UCST Port Autonome a remporté son premier titre de coupe de l'Assemblée Nationale.
- Fondation du Diambars FC de Saly.

### 2001
- L'ASC Jeanne d'Arc a remporté sa dixième coupe.
- L'ASC Jeanne d'Arc a remporté son huitième titre de champion[8].
- L'ASC Jeanne d'Arc a remporté son troisième et dernier titre de coupe de l'Assemblée nationale.

### 2002
- L'AS Douanes remporte sa troisième coupe.
- L'ASC Jeanne d'Arc a remporté son neuvième titre de champion et sa deuxième consécutive[9].
- L'ASAC Ndiambour a remporté son deuxième titre de coupe de l'Assemblée Nationale.

### 2003
- L'AS Douanes remporte sa quatrième coupe et son deuxième consécutive.
- L'ASC Jeanne d'Arc a remporté son dixième titre de champion et sa troisième consécutive[10].
- L'ASC Jaraaf a remporté son troisième titre de coupe de l'Assemblée Nationale.

### 2004
- L'ASC Jaraaf a remporté son onzième titre de champion[11].
- L'AS Douanes remporte sa cinquième coupe et sa troisième consécutive.
- L'ASAC Ndiambour a remporté son troisième et dernier titre de coupe de l'Assemblée Nationale.

### 2005
- L'AS Douanes remporte sa sixième et dernière coupe et sa quatrième consécutive.
- L'UCST Port Autonome a remporté son troisième et dernier titre de champion[12].
- SONACOS (maintenant ASC Sonacos) Diourbel a remporté son seul titre à l'Assemblée nationale (supercoupe).

### 2006
- L'AS Douanes a remporté son troisième titre de champion[13].
- L'US Ouakam remporte son troisième et dernier titre de coupe.
- L'ASC Jaraaf a remporté son quatrième et dernier titre de coupe de l'Assemblée Nationale.

### 2007
- ASCE La Linguère remporte sa quatrième et dernier titre coupe.
- L'AS Douanes remporte son quatrième titre de champion consécutif et son deuxième consécutif[14].
- CNEPS Excellence FC accéder à la ligue 1 pour la première fois.

### 2008
- L'ASC Jaraaf a remporté son treizième titre.
- L'AS Douanes remporte son cinquième titre de champion et sa troisième consécutive[15].
- L'ASC Yakaar a remporté son seul titre à l'Assemblée nationale (supercoupe).
- La Division 1 devient une compétition professionnelle et s'appelle officiellement Ligue sénégalaise de football professionnel.

### 2009
- L'ASC Jaraaf a remporté sa quatorzième coupe et son deuxième titre consécutif.
- L'AS Douanes remporte sa première coupe de la ligue sénégalaise.
- L'ASCE La Linguère a remporté son premier et unique titre de champion après la fusion[16].
- Les divisions 1 et 2 sont devenues les Ligue 1 et 2, les trois plus basses sont devenues les Nationale 1 et 2.

## Années 2010

### 2010
- L'ASC Jaraaf a remporté son douzième et dernier titre de champion[17].
- Le Casa Sports a remporté sa première coupe de la ligue.
- Le Toure Kunda Foot pro (maintenant Mbour Petite-Côte FC) remporte sa seule coupe.
- Le Stade de Mbour a remporté son seul titre de coupe de l'Assemblée Nationale.

### 2011
- L'AS Pikine a remporté son seul titre en coupe de la Ligue.
- L'US Ouakam a remporté son seul titre de champion[18].
- Le Casa Sports a remporté sa deuxième et dernière coupe.
- Le Diambars FC a remporté son premier titre consécutif à l'Assemblée nationale (supercoupe).

### 2012
- L'ASC HLM Dakar a remporté sa première coupe du Sénégal.
- L'ASC Niarry-Tally a remporté son seul titre de Coupe de la Ligue.
- Le Casa Sports a remporté son seul titre de champion[19]
- Le Diambars FC a remporté son deuxième titre consécutif à l'Assemblée nationale (supercoupe).

### 2013
- L'ASC Jaraaf a remporté sa quinzième et dernière seule coupe.
- Le Casa Sports a remporté son deuxième et dernier titre en coupe de la Ligue, elle devient la plus titrée, elle a également remporté le Trophée des champions la première édition qui réunit le champion en titre contre le vainqueur de la coupe de la ligue.
- Le Diambars FC de Saly a remporté son seul titre de champion[20].
- Le Diambars FC a remporté son troisième titre consécutif et son dernier titre à l'Assemblée nationale (supercoupe).

### 2014
- L'AS Pikine de la banlieue de Dakar a remporté sa seule coupe.
- L'AS Pikine de la banlieue Dakar a remporté son seul titre de champion[21]. Ainsi que le Trophée des champions.
- L'Olympique de Ngor a remporté son seul titre à l'Assemblée nationale (supercoupe).
- Le Guédiawaye FC a remporté son seul titre de coupe de ligue.

### 2015
- L'AS Douanes remporte son deuxième et dernier titre de coupe de la Ligue.
- La Génération Foot remporte sa seule coupe.
- L'AS Douanes a remporté son sixième et dernier titre de champion[22].
- L'Olympique de Ngor a remporté la deuxième place de la Coupe des Confédérations de la CAF 2015.
- La coupe de l'Assemblée Nationale devient la supercoupe.
- L'AS Douanes a remporté son seul titre en supercoupe.
- L'AS Dakar Sacré-Cœur à remporté son premier Trophée des champions.

### 2016
- Le Diambars FC a remporté son seul titre en coupe de la Ligue.
- L'ASC Niarry-Tally a remporté sa seule coupe nationale et sa première coupe de l'Assemblée Nationale.
- L'US Gorée a remporté son quatrième et dernier titre de champion[23].
- L'US Gorée a remporté son seul titre de supercoupe.
- L'US Gorée a remporté son seul trophée de champion.
- Le Teungueth FC est promu en ligue 1 pour la première fois de don histoire.

### 2017
- La Génération Foot a remporté la Ligue 1. Ainsi que son premier trophée des champions
- Le Mbour Petite-Côte FC a remporté sa seule coupe nationale et sa première supercoupe.
- Le Stade de Mbour a remporté la Coupe de la Ligue.
- L'US Ouakam rétrogradé, le club était hors compétition et l’équipe a porté l'affaire devant le tribunal de football international de Genève(TAS), en Suisse, où il a gagné le droit de rester en Ligue 1.

### 2018
- La Génération Foot a remporté son deuxième titre de champion, la Ligue 1.
- L'ASC Jaraaf remporte sa cinquième supercoupe.
- La Coupe de la Ligue sénégalaise de football 2018 est annulée.
- La coupe de l’assemblée nationale récemment appelée la supercoupe devient la Coupe du Haut Conseil des Collectivités Territoriales (HCTT) elle concerne désormais les Championnat du Sénégal de football de troisième division et Championnat du Sénégal de football de quatrième division et les ligues sénégalaises inférieures.
- Le Teungueth FC remporte sa première coupe nationale.
- Le CNEPS Excellence FC accéde à la ligue 1 pour la deuxième fois de son histoire après 10 ans.
- Le Keur Madior FC remporte sa première coupe HCCT.

### 2019
- La Coupe du Sénégal, la coupe de la ligue sénégalaise ainsi que le Championnat du Sénégal de football 2019-2020 sont interrompu à cause de la Pandémie du Covid-19[24]. Le Teungueth FC et l'ASC Jaraaf qui ont occupé les première et deuxième places du championnat, joueront respectivement la Ligue des champions de la CAF 2020-2021 et la Coupe de la confédération 2020-2021.
- Le Diambars FC remporte sa deuxième Coupe de la ligue sénégalaise.
- Le Racing Club remporte la deuxième édition de la coupe HCCT.

## Années 2020

### 2020
- Le championnat du Sénégal est annulé également à cause de la Pandémie du Covid-19[25].
- La Coupe de la Ligue sénégalaise de football 2020 est abandonnée à cause de la Pandémie du Covid-19 également la Coupe du Sénégal de football[25],[26]
- Le HLM Grand Yoff FC remporte la coupe HCCT.

### 2021
- Teungueth FC remporte son premier titre de champion du Sénégal.
- L’ASC HLM Dakar remporte ça  première coupe HCCT.
- La coupe de la ligue a été annulée également et toujours pour cause de la Pandémie du Covid-19.
- Le Casa Sports remporte son troisième titre de la coupe nationale.

### 2022
- La coupe de la ligue n’a pas eu lieu.
- Le Casa Sports remporte son quatrième titre de la coupe nationale, le deuxième d’affilée ainsi que le championnat du Sénégal.
- L’ASC Jeanne d'Arc remporte la coupe HCCT.

### 2023
- Le club de Génération Foot est champion du Sénégal pour la troisième fois.
- Le Teungueth Football Club remporte sa première coupe de la ligue et le trophée des champions.
- L'ASC Jaraaf remporte sa seizième coupe nationale du Sénégal.
- Africa Foot de Dakar remporte la coupe HCCT.

### 2024
- Le Teungueth FC remporte son deuxième championnat du Sénégal
- La Coupe de la Ligue sénégalaise de football 2024 est abandonnée à cause des manifestations à la suite du report d’élections présidentielles.
- Mbour Petite-Côte FC remporte la Coupe du Sénégal de football 2023-2024, son troisième trophée de coupe nationale.

## Voir également
- Chronologie du football